# چک سنگی دم‌قهوه‌ای
چک سنگی دم‌قهوه‌ای (نام علمی: Cercomela scotocerca) نام یک گونه از سرده چک‌های بیابان است.